# Список глав государств в 460 году
Список глав государств в 459 году — 460 год — Список глав государств в 461 году — Список глав государств по годам

## Африка
- Королевство вандалов и аланов — Гейзерих, король (428 — 477)

## Америка
- Баакульское царство — Ч'а-«Casper», священный владыка (435 — 487)
- Мутульское царство (Тикаль) — Кан-Ак, царь (458 — ок. 485)

## Азия
- Гассаниды:
  - аль-Мундир II ибн аль-Ну'ман, царь (453 — 472)
  - Амр III ибн аль-Ну'ман, царь (453 — 486)
  - Хийр ибн аль-Ну'ман, царь (453 — 465)
- Дханьявади — Тюрия Вунта, царь[англ.] (459 — 468)
- Жужаньский каганат — Юйцзюлюй Тухэчжэнь, каган (444 — 464)
- Иберия — Вахтанг I Горгасал, царь (447 — 502)
- Индия:
  - Вакатака:
    - Нарендрасена, махараджа (440 — 460)
    - Притвишена II, махараджа (460 — 480)
    - Девасена, махараджа (450 — 475)

  - Гупта — Скандагупта, махараджа (455 — 470)
  - Кадамба:
    - Сантиварма, царь (455 — 460)
    - Мригешаварма, царь (460 — 480)

  - Паллавы (Анандадеша) — Трилочана Скандаварман IV, махараджа (458 — 488)
- Кавказская Албания — Ваче II, царь (438 — 461)
- Камарупа — Ганапативарман, царь (446 — 470)
- Кинда — Амр аль-Мансур, царь (458 — 489)
- Китай (Период Южных и Северных династий):
  - Лю Сун — Сяо У-ди (Лю Цзюнь), император (453 — 464)
  - Северная Вэй — Вэнь Чэн-ди (Тоба Цзюнь), император (452 — 465)
- Корея (Период Трех государств):
  - Конфедерация Кая — Чильджи, ван (451 — 492)
  - Когурё — Чансухо, тхэван (413 — 490)
  - Пэкче —  Кэро, король (454 — 475)
  - Силла — Чаби, марипкан (458 — 479)
- Лазика (Эгриси) — Губаз I, король (ок. 456 — ок. 468)
- Лахмиды (Хира) — аль-Мундир I аль-Ну'ман, царь (418 — 462)
- Паган — Тюе, король[англ.] (439 — 494)
- Персия (Сасаниды) — Пероз, шахиншах (459 — 484)
- Раджарата (Анурадхапура) — Датусена, король (459 — 473)
- Тарума — Индраварман, царь (455 — 515)
- Тогон — Муюн Шэинь, правитель (452 — 481)
- Тямпа — Фан Шенхенг, князь (455 — ок. 472)
- Химьяр — Шарахбиль Якуф, царь (458 — 485)
- Япония — Юряку, император (456 — 479)

## Европа
- Англия:
  - Бринейх:
    - Гарбониан ап Коэль, король (420 — 460)
    - Дивнуал, король (460 — 510)

  - Думнония — Эрбин ап Константин, король (443 — 480)
  - Кент — Хенгист, король (455 — 488)
  - Регед — Гургуст ап Кенеу, король (450 — ок. 490)
  - Эбрук — Мор ап Кенеу, король (450 — 470)
  - Элмет — Масгвид Глофф, король (460 — 495)
- Арморика — Алдриен, король (446 — 464)
- Бургундское королевство — Гундиох, король (436 — 473)
- Вестготское королевство — Теодорих II, король (453 — 466)
- Восточная Римская (Византийская) империя — Лев I Макелла, император (457 — 474)
- Гепиды:
  - Ардарих, король (420 — 460)
  - Гундерит, король (460 — 490)
- Гунны — Денгизих, царь (454 — 469)
- Западная Римская империя — Майориан, император (457 — 461)
- Ирландия — Айлиль Молт, верховный король (458 — 482)
  - Айлех — Эоган Мак Ниалл, король (ок. 440 — 465)
  - Коннахт — Амальгайд, король (456 — ок. 470)
  - Лейнстер — Энне Хеннселах мак Лабрада, король (ок. 450 — 470)
  - Мунстер — Энгус мак Над Фройх, король (454 — 489)
- Остготы — Валамир, король (440 — 469)
- Папский престол - Лев I, папа римский (440 — 461)
- Салические франки — Хильдерик I, король (458 — 481)
- Свевов королевство (Галисия):
  - Мальдра, король (456 — 460)
  - Фрумар, король (460 — 464)
- Тюрингия — Бизин, король (ок. 455 — ок. 507)
- Уэльс:
  - Брихейниог — Брихан из Брекнока, король (ок. 450 — 490)
  - Гвент — Инир ап Дивнуал, король (ок. 457 — ок. 480)
  - Гвинед:
    - Кунеда ап Эдерн, король (ок. 450 — ок. 460)
    - Эйнион Пылкий, король (ок. 460 — ок. 500)

  - Гливисинг — Солор ап Мор, король (450 — 470)
  - Дивед — Айргол Длиннорукий, король (455 — 495)
  - Поуис:
    - Каделл Дирнллуг, король (447 — 460)
    - Ридвед ап Кадеирн, король (460 — 480)
- Шотландия:
  - Пикты — Дрест I, король (413 — 480)
  - Стратклайд (Альт Клуит) — Кинуит ап Керетик, король (ок. 440 — ок. 470)

## Галерея
- Гейзерих 
 428—477 
 Король вандалов
- Теодорих II 
 453—466 
 Король вестготов
- Лев I Макелла 
 457—474 
 Император Византии
- Майориан 
 457—461 
 Римский император
- Вахтанг I Горгасал 
 447—502 
 Царь Иберии
- Пероз 
 459—484 
 Шахиншах Персии
- Хильдерик I 
 458—481 
 Король салических франков
- Лев I 
 440—461 
 Папа Римский